# Compagnia di negozianti

Stato generale della Compagnia di negozianti, 1816 (Fondazione Mansutti, Milano).

La Compagnia di negozianti è stata una compagnia di assicurazione italiana, con sede a Genova.
La società fu costituita con un capitale di 200.000 lire genovesi. Era una delle sei compagnie che il 25 dicembre 1821 furono coinvolte nel pagamento dei premi assicurativi per le navi distrutte da un violento nubifragio. Tre di queste compagnie fallirono, mentre la Compagnia di negozianti riuscì a evitare il tracollo finanziario grazie a un aumento di capitale sostenuto nel luglio precedente (540.000 lire genovesi in 90 azioni). La società venne sciolta nel 1829.